# Dawson (Iowa)
Dawson és una població dels Estats Units a l'estat d'Iowa. Segons el cens del 2000 tenia 155 habitants.

## Demografia
Segons el cens del 2000, Dawson tenia 155 habitants, 60 habitatges, i 48 famílies. La densitat de població era de 124,7 habitants per km².
Dels 60 habitatges en un 36,7% hi vivien nens de menys de 18 anys, en un 61,7% hi vivien parelles casades, en un 6,7% dones solteres, i en un 20% no eren unitats familiars. En el 16,7% dels habitatges hi vivien persones soles el 6,7% de les quals corresponia a persones de 65 anys o més que vivien soles. El nombre mitjà de persones vivint en cada habitatge era de 2,58 i el nombre mitjà de persones que vivien en cada família era de 2,9.
Per edats la població es repartia de la següent manera: un 29,7% tenia menys de 18 anys, un 5,8% entre 18 i 24, un 28,4% entre 25 i 44, un 21,9% de 45 a 60 i un 14,2% 65 anys o més.
L'edat mediana era de 35 anys. Per cada 100 dones de 18 o més anys hi havia 113,7 homes.
La renda mediana per habitatge era de 38.750 $ i la renda mediana per família de 45.250 $. Els homes tenien una renda mediana de 28.750 $ mentre que les dones 25.417 $. La renda per capita de la població era de 13.524 $. Cap de les famílies i el 2,4% de la població estaven per davall del llindar de pobresa.

## Poblacions més properes
El següent diagrama mostra les poblacions més properes.